# Reimerswaal
Reimerswaal  è una municipalità dei Paesi Bassi di 21 450 abitanti situata nella provincia della Zelanda.

## Geografia antropica

### Suddivisioni amministrative
| Yerseke      | 6 724 ab. |
| Krabbendijke | 4 467 ab. |
| Kruiningen   | 4 172 ab. |
| Rilland      | 2 997 ab. |
| Hansweert    | 1 651 ab. |
| Waarde       | 1 280 ab. |
| Oostdijk     | 534 ab.   |